# Limonium daveaui
Limonium daveaui é uma espécie de planta com flor pertencente à família Plumbaginaceae. 
A autoridade científica da espécie é Erben, tendo sido publicada em Mitt. Bot. Staatssamml. München 14: 477. 1978.

## Portugal
Trata-se de uma espécie presente no território português, nomeadamente em Portugal Continental.
Em termos de naturalidade é endémica da região atrás referida.

## Protecção
Não se encontra protegida por legislação portuguesa ou da Comunidade Europeia.